# Премия Асорина
Премия Асорина за роман (исп. Premio de Azorin de Novela) — одна из важнейших литературных премий Испании, присуждаемая за неопубликованное и оригинальное произведение, написанное на испанском языке. Вручается с 1994 года. Премия названа в честь испанского писателя «Поколения 98 года» Хосе Мартинеса Руиса, который подписывал свои произведения псевдонимом Асорин.
Вручается ежегодно. Победитель получает специальную статуэтку и 45 000 евро. В рамках премии издательский дом «Планета» публикует награжденное произведение.
| Год  | Наименование романа на русском языке | Автор                       |
| ---- | ------------------------------------ | --------------------------- |
| 1994 | Роман Пепе Ансуреса                  | Торренте Бальестер, Гонсало |
| 1995 | Бордель лорда Байрона                | Луис Антонио де Вильена     |
| 1996 | Тюрьма любви                         | Луис Расионеро              |
| 1997 | Последний банкет                     | Хесус Ферреро               |
| 1998 | Мужчина, женщина и голод             | Даина Чавьяно               |
| 1999 | Вы спуститесь в царство земли        | Хосе Луис Феррис            |
| 2000 | Грязное небо                         | Дульсе Чакон                |
| 2001 | Секрет отбеливателя                  | Луиза Кастро                |
| 2002 | Белая смерть                         | Евгения Рико                |
| 2003 | Бог ушел                             | Хавьер Гарсиа Санчес        |
| 2004 | Секрет Орселиса                      | Мануэль Мира                |
| 2005 | Предпоследний сон                    | Анхела Бесерра              |
| 2006 | Грива дамокла                        | Хавьер Гомес Перес          |
| 2007 | Дикая охота                          | Джон Джуаристи              |
| 2008 | Черный порошок                       | Монтеро Глез                |
| 2009 | Искусство проигрывать                | Лола Беккария               |
| 2010 | Любовь короля                        | Бегонья Арангурен           |
| 2011 | Индийский экспресс                   | Пепа Рома                   |
| 2012 | Прихоть                              | Альмудена де Артеага        |
| 2013 | Женщина, которая плачет              | Зоэ Вальдес                 |
| 2014 | Отель Парадизо                       | Рамон Пернас                |
| 2015 | Твой взгляд на меня                  | Фернандо Дельгадо           |
| 2016 | Стрелять в луну                      | Рейес Кальдерон             |
| 2017 | Зови меня Александра                 | Эспидо Фрейре               |
| 2018 | Люби меня вечно                      | Нурия Гаго                  |
| 2019 | Силуэт забвения                      | Джоакин Кампс               |
| 2020 | Обнаженная жизнь                     | Моника Каррильо             |
| 2021 | Заповедник слонов                    | Нативел Пресиадо            |
| 2022 | Библиотека огня                      | Мария Сарагоса              |
| 2023 | Преследуемые                         | Фернандо Бензо              |